# 王國興 (香港)
王國興，BBS，MH（1949年3月29日—），祖籍福建漳州，籍貫廣西北海，生於法屬印度支那北圻海防市（今屬越南海防市），香港建制派政治人物，香港工聯會黨員，「23萬監察」召集人，前香港立法會議員、市政局議員，東區區議會和富、北角北及小西灣選區前區議員，曾是民建聯創黨黨員，現為工聯會新界辦事處主任、工聯會社會政策委員會副主任，著力於香港島的地方經營。畢業於廣州暨南大學並取得文學士學位。
他擔任立法會議員期間積極反對拉布，2016年香港立法會選舉敗選後試圖重返立法會，2018年3月香港立法會補選後協助入稟法院挑戰民主派區諾軒的议员资格，被法院認為無足夠理據駁回其申請並須支付訟費。

## 早年簡歷
王國興生於法屬印度支那北圻海防市（今屬越南海防市），當時第一次印度支那戰爭爆發，隨家人從海防逃難來香港，到埠後由於在香港無親無故，王國興與家人當年露宿尖沙咀金馬倫道街頭，做小販過日子。他得到經常到酒店接載客人的私家車司機介紹，入讀旺角勞工子弟學校（小學部），讀至小四時因家境困難輟學，以當門僮維持生計。十多歲時獲學校主任協助，返勞工子弟中學完成學業，期間參與六七暴動。中學畢業後，投身工聯會工作，先後在洋務工會及牛奶飲品食品工會任職，1988年至1990年間修讀香港大學專業進修學院社會行政學文憑，繼而取得廣州暨南大學文學士學位。王國興喜愛投稿詩作及散文，在2003年香港區議會選舉時以職業詩人及專欄作家自居。

## 政治生涯

### 香港回歸前
1991年香港區議會選舉當選區議員（1991-1994：北角北；1994-2007：和富；2008年由郭偉强接棒）。
1995年當選市政局議員，任市政局公眾衛生委員會副主席。1995年出戰立法局議員（批發及零售界）及1996年出戰臨時立法會均告落選。

### 第二届香港立法会（2000年10月1日至2004年9月30日）
2000年香港立法會選舉，建制派在新界西選區推出一支由民建聯成員為主力的譚耀宗名單（譚同時身為工聯會副理事長），另一支則由工聯會成員作為主力並以王國興為首（王當時跨區出任工聯會新界南服務中心主任），以圖在民主派票倉的葵青區及荃灣區開拓票源，被盤據元朗以鄧兆棠為首的鄉事勢力不滿而阻止。譚耀宗與鄉事勢力合作，與鄧兆棠合組名單，雙雙進入立法會。

### 第三届香港立法会（2004年10月1日至2008年9月30日）
2004年香港立法會選舉，他得到工聯會支持，自動當選為立法會勞工界議員。為強調勞工界立法會議員身份，漸漸淡出民建聯政黨活動，沒有連任民建聯中央委員。
2007年香港區議會選舉，他不再於東區區議會競逐連任，改為推薦郭偉强參選，並且已遷出該區。
2007年10月11日，他在立法會房屋事務委員會中被陳婉嫻提名為副主席，石禮謙和議，與泛民的馮檢基競逐副主席一職，結果以6票對6票打成平手，結果在抽籤勝出，當選立法會房屋事務委員會副主席。
由於工聯會不成文規定，工聯會推薦參選的勞工界功能組別議員不能連任。原打算在根據地香港島參與立法會直選，但因同年的香港島區補選，獲建制派支持的葉劉淑儀落敗，葉劉淑儀計劃于2008年再次參選，王國興如果同時參選會導致建制派分薄票源，民建聯可能會失去一席，因此最終放棄參選。

### 第四届香港立法会（2008年10月1日至2012年9月30日）
2008年香港立法會選舉，被工聯會提名，改為出戰新界西選區，首次成功當選直選議員。
2008年10月14日，他在立法會房屋事務委員會中被石禮謙提名出任主席，身兼工聯會理事長的黃國健和議，自動當選為2008-2009年度立法會房屋事務委員會主席。2009年獲得連任，2010年轉任副主席。

### 第五届香港立法会（2012年10月1日至2016年9月30日）
2012年香港立法會選舉，重新轉戰香港島選區（實際上是回港島區參選），因為公民黨與民主黨互搶選票，以及民主黨受人民力量雙重夾擊，王國興以4000票之差擊敗公民黨名單的第二席陳淑莊，從公民黨中奪取香港島的最後一席，連任立法會議員。

#### 寫大字報回應反對派拉布
2012年5月11日，立法會審議《遞補機制條例草案》，討論人民力量為「拉布戰」提出的超過一千三百多項修訂。王國興表示會要求立法會主席曾鈺成批准，24小時不停開會，直至完成審議。王國興批評人民力量「拉布」浪費公帑（經常以某金額相當於可買多少罐午餐肉計算）和時間是「小學雞」的做法，無聊、無建設性。他又認為，主席執行議事規則時緊時鬆，要求通宵開會，直至草案完成審議。王國興指出，不值得在議會內與他們「癲」，他會促請主席考慮是否應該徵求議員的意見，修改會議進程，不暫停會議，一直「踩下去」，他希望是24小時、48小時一直「踩下去」。王國興在發言批評拉布時，所說的「日以繼夜，夜以繼日」的發言，被網民轉載及惡搞。為了抗議「拉布戰」，王國興不斷以毛筆書寫，包括寫大字抗議以及消磨時間，被反對者批評為「可以轉行（職業）去寫春聯」。

#### 西鐵故障遲到立法會會議
2012年5月3日早上，立法會審議替補機制的1306條修訂，泛民早前已經表示全體離場抗議，最後只有27名建制派議員出席，不足30人，主席宣布流會。其中王國興是其中一個沒有出席的建制派議員，他說因港鐵西鐵綫故障，使他被困1小時45分鐘而遲到。他批評港鐵沒有及早通報，否則他會坐的士去立法會。

#### 支持捐款予四川
四川省蘆山「4·20」7.0級強烈地震後，梁振英提出向四川省人民政府捐出一億港元援助災民。在立法會的特別財委會中，王國興表示，俗語有云「族大有乞兒，樹大有枯枝」，議員及政黨不應利用國內有部份官員存在貪腐的問題，來挑撥同胞之情。他認為應該基於人道精神，人道理由，救助地震災民。

#### 山頂盧吉道27號大宅改建
半山區山頂盧吉道27號大宅改建酒店，12月22日立法會議員聯同多名部門官員現場視察。參與現場視察的王國興面對鏡頭，公開呼籲業主考慮改用人力車或轎，表示可以在山頂繞一圈「行大運」。。

#### 批評公廁廁紙灰色而政府廁紙白色
2013年12月11日，王國興在立法會大會上向食物及衛生局局長高永文提出質詢時指出，香港公廁的廁紙大多呈灰色，政府總部的廁紙卻非常潔白。王質疑公廁的灰色紙是否合乎衞生標準，並展示數卷來自各區公廁的廁紙。高永文回應指，廁紙顏色與其質量沒有關係，亦不建議抽驗公廁廁紙。

#### 批評學民思潮雙重標準
2015年4月26日，王國興出席《城市論壇》與學民思潮發言人黎汶洛辯論時，被後者批評其工聯會會員達36萬，惟勞工界別選民基礎僅約9,000人，質疑王國興未有為工人爭取權益。王國興反駁時，以香港專上學生聯會新任秘書長羅冠聰以37票當選為例，批評黎汶洛雙重標準，向對方拋下「收皮啦」，後又補充指該詞只為「俚語」。

#### 政治改革方案
2015年6月17至18日，立法會討論及表決行政長官普選方案。27名泛民議員及醫學界梁家騮事前表明不接受全國人大常委會規定特首參選人需取得過半提委支持才能成為候選人，議案難以獲三分之二議員支持通過。當天建制派為了等待遲到的經民聯劉皇發一起表決，包括王國興在內大部份建制派離場，意圖令會議流會拖延表決時間，讓劉皇發趕及回來。然而部份建制派（自由黨、工聯會陳婉嫻及部分獨立議員）並未有一起離場，導致會議有足夠人數繼續進行，最後立法會以廿八票對八票大比數否決政改方案。

#### 中環嘉咸市集堵塞地盤
市區重建局建議發展項目包括三個地盤，用作住宅、商業、酒店及零售用途，並提供社區設施以及公共休憩空間。本身位於嘉咸街市集而受到影響的商戶達78戶，受影響業權有360個，而受影響人口亦高達823人。當中包括有70年歷史的新景記、經營逾50年的小型百貨店三陽號以及在結志街經營10多年的鈞樂茶餐廳，統統都需要搬走。市建局起初承諾「無縫交接」，讓乾貨商戶和食肆留待新濕貨大樓建成後才遷走，2013年9月突然反口要求商戶於該年年底離開。當時王國興與大聯盟代表（濕貨商戶）與市建局談判，最終「成功爭取」商戶分階段遷出，愈早離開可獲愈多額外賠償，最遲一批於2015年3月31日遷出。

#### 第五屆香港區議會（2016年1月1日至2019年12月31日）
2015年香港區議會選舉，因小西灣選區原區議員、同屬工聯會的陳靄群退下火線，王國興空降該區參選，擊敗柴灣街坊福利會理事長、立法會議員鍾樹根樁腳朱日安和人民力量的譚得志，成功重回東區區議會。

### 2016年香港立法會選舉落選
2016年香港立法會選舉，代表工聯會出戰區議會（第二）功能界別，最終以10000票（即10694票）之差落敗給民主黨涂謹申，連任立法會議員失敗，結束十二年議會生涯。

### 不參選第六屆香港區議會選舉
2019年9月18日，王國興於facebook宣布，不會參加2019年11月的區議會選舉爭取連任，他承諾在區議會任期結束後，在力所能及的範圍內繼續為市民發聲。

## 主持節目
- 2016年至現在：東網《阿王辣爆》

## 其他
2000年至2005年，曾任酒牌局成員。